# Municipio de Rivoli
El municipio de Rivoli (en inglés: Rivoli Township) es un municipio ubicado en el condado de Mercer en el estado estadounidense de Illinois. En el año 2010 tenía una población de 1142 habitantes y una densidad poblacional de 12,59 personas por km².

## Geografía
El municipio de Rivoli se encuentra ubicado en las coordenadas 41°11′42″N 90°29′50″O / 41.19500, -90.49722. Según la Oficina del Censo de los Estados Unidos, el municipio tiene una superficie total de 90.69 km², de la cual 90,65 km² corresponden a tierra firme y (0,04 %) 0,04 km² es agua.

## Demografía
Según el censo de 2010, había 1142 personas residiendo en el municipio de Rivoli. La densidad de población era de 12,59 hab./km². De los 1142 habitantes, el municipio de Rivoli estaba compuesto por el 97,64 % blancos, el 0,96 % eran asiáticos, el 0,61 % eran de otras razas y el 0,79 % eran de una mezcla de razas. Del total de la población el 2,63 % eran hispanos o latinos de cualquier raza.